# Fedorets (cràter)
Fedorets és un cràter d'impacte en el planeta Venus de 57,6 km de diàmetre. Porta el nom de Valentina Aleksandrovna Fedorets (1923-1976), astrònoma russa, i el seu nom va ser aprovat per la Unió Astronòmica Internacional el 1985.